# Up in the Sky (album)
Up in the Sky è il primo album dei 77 Bombay Street, pubblicato l'11 febbraio 2011 per l'etichetta discografica Gadget Records.
Da questo disco sono stati estratti 4 singoli: Up in the Sky, Long Way, 47 Milionaires e I love Lady Gaga.
Ha inoltre ricevuto un disco d'oro e uno di platino..

## Tracce[3]
1. 47 Millionaires – 3:36
2. Up in the Sky – 3:48
3. Forgotten Your Name – 3:33
4. Long Way – 3:32
5. Miss You Girl – 3:53
6. It's Now – 4:21
7. I Love Lady Gaga – 3:26
8. In the War – 3:54
9. Hero – 3:58
10. Waiting for Tomorrow – 4:20
11. Number 2 – 3:04
12. Get Away – 3:20

## Formazione
- Matt Buchli – voce, chitarra acustica
- Joe Buchli – chitarra elettrica
- Simri-Ramon Buchli – basso
- Esra Buchli – batteria